# Elke Diepenbeck

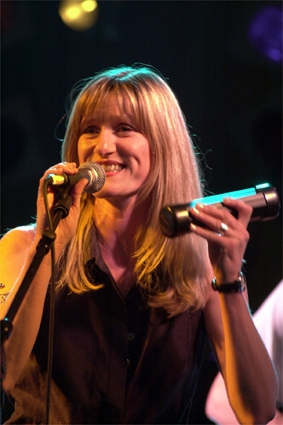
Elke Diepenbeck, live in Wiesbaden 2007

Elke Diepenbeck (* 24. Mai 1961 in Koblenz) ist eine deutsche Sängerin, Komponistin und Schauspielerin.

## Leben
Elke Diepenbeck wuchs in Vallendar bei Koblenz auf. Von 1981 bis 1985 studierte sie an der Universität Mainz Klavier, Blockflöte und Gesang. Sie erhielt 1985 den Förderpreis der Universität Mainz für besondere künstlerische Leistungen im Fach Musik.
Zwischen 1985 und 1989 war sie Sängerin der Pop-Rock-Band Cha O. mit ca. hundert Auftritten und Veröffentlichungen in Fernsehen und Rundfunk.
1989 und 1990 spielte sie die Hauptrolle des "Mädchens" im Rockmusical "Linie 1" in den Theatern Koblenz und Mainz. Seit 1988 ist sie Sängerin der Wiesbadener Kultband Nightbirds. Von 1992 bis 1994 unterrichtete Diepenbeck als Gesangsdozentin (Jazz/Pop) an der Frankfurter Musik Werkstatt (FMW).
1993 gründete sie die Rockformation deep 'n back, die als Vorgruppe von Gianna Nannini das Mainzer Zeltfestival eröffnete. Im Jahr 2000 gewann sie mit dieser Band den Musikwettbewerb My Generation des SWR. Seit 1996 bildet sie zusammen mit Nanni Byl und Annika Klar die Jazz-Gruppe Ladies NYGHT und veröffentlichte 2005 die CD Learning to Fly. Es folgten mehrere Live- und Studio-Cds mit der Formation, die seit mehr als 10 Jahren jeweils im Dezember erfolgreich durch Deutschland tourt.
2002 spielte sie als Schauspielerin eine der Hauptrollen in der Revue "Büro Büro" der Mainzer Kammerspiele. Seitdem ist sie dort als musikalische Leiterin für sämtliche Revuen des Zeitgeist-Ensembles zuständig.
Im Lauf der Jahre arbeitete Elke Diepenbeck unter anderem mit Edo Zanki, Bobby Kimball, Frank Nimsgern, Barbra Morrisson, Julia Neigel und Hans York zusammen. 2004 und 2005 war sie Gesangssolistin mit der Baden-Badener Philharmonie im Rahmen der Konzertreihe Sound of Cinema.
Zusammen mit Dirigent Wolfgang Diefenbach unternahm sie mehrere Konzertreisen nach Rumänien, Jordanien, Syrien, Libanon und Palästina.
Sie war 2011 Gastsängerin bei der hr-Bigband für die Kinder-Musikproduktion Pippi Langstrumpf und 2013 mit den Kolleginnen von Ladies NYGHT Gast bei den HR4-Weihnachtskonzerten.
Seit Oktober 2011 betreibt sie in Bechtolsheim, zusammen mit Roland Kalus, eine Bühne für Kleinkunst und Musik Das KulturGut.

## Diskographie
- Tunefish, Guitar Poetry - 1982 / World Music
- Diverse, Let´s go Betze! - 1991 / Mons Music
- Edo Zanki, Ich muß verrückt sein - 1992 / Brother Records
- Crackers, Planet der Lackaffen - 1992 / Heile Welt
- Mozzarella Maniacs, Best Friend / Sampler - 1992 / Rockport Records
- Frank Nimsgern, Street Stories - 1992 / inakustik
- Dr. Teeny, Dürfen wir die Gummibärchen haben - 1993 / m&d records
- Coming up, Coming half way up - 1994 / Chaos
- LBB Rheinland-Pfalz, Mimikri - 1995 / Chaos
- Dr. Teeny, Quelle der Lust - 1995 / m&d records
- Cae Gauntt, Welt von 1000 Wegen - 1995 / Pila
- Sound of Frankfurt, Vol.1 - 1996
- Christopher Barker, Gefühle im Feuer - 1996 / Ariola
- Dora Michel, Märchenland - 1996 / Turbulent Records
- Dan Lucas, News - 1996 / Arcade
- Lothar Stadtfeld, Point of view - 1996 / Eigenverlag
- NightBirds, Best of, Live - 1996 / Eigenverlag
- Sabrina Setlur, Nur mir(EP)- 1997 / 3p
- Hannsjörg Scheid, Hazzazar - 1997 / inakustik
- Deep´n Back, Deep´n Back - 1997 / Eigenverlag
- Ladies NYght, XX´Mas Night live - 1998 / Katzenmusik
- Jo Ann Pickens, Someday we can make it - 1999 / Click Records
- Diverse, Herr, mache mich zum Werkzeug... - 2000 / Schulte&Gerth
- Ladies NYght, Spirit of Gospel Live - 2001 / Music Unlimited
- Diverse, Weihnachtsfreude - 2001 / Schulte&Gerth
- NightBirds, We want you to dance - 2001 / Eigenverlag
- Deep´n Back, Southern Soul - / Text / Komp./ Arrang. 2001 / House Master Records
- Ladie NYGHT, How to Fly - 2005 / Mons Music
- Maple Surple, Maple Surple - 2006 / Mons Music
- Roland Kalus, Acoustically Yours -  Vocals / Melodica / 2010 / House Master Records
- Ladies NYGHT XX-Mas Live, 2010
- Ladies NYGHT Jetzt ist erst mal Weihnachten 2014